# Municipio de Eldorado (Dakota del Norte)
El municipio de Eldorado (en inglés: Eldorado Township) es un municipio ubicado en el condado de Traill en el estado estadounidense de Dakota del Norte. En el año 2010 tenía una población de 107 habitantes y una densidad poblacional de 1,14 personas por km².

## Geografía
El municipio de Eldorado se encuentra ubicado en las coordenadas 47°27′41″N 97°1′2″O / 47.46139, -97.01722. Según la Oficina del Censo de los Estados Unidos, el municipio tiene una superficie total de 93.72 km², de la cual 92,74 km² corresponden a tierra firme y (1,04 %) 0,97 km² es agua.

## Demografía
Según el censo de 2010, había 107 personas residiendo en el municipio de Eldorado. La densidad de población era de 1,14 hab./km². De los 107 habitantes, el municipio de Eldorado estaba compuesto por el 99,07 % blancos y el 0,93 % eran de una mezcla de razas. Del total de la población el 0,93 % eran hispanos o latinos de cualquier raza.